# Ayenia mansfeldiana
Ayenia mansfeldiana là một loài thực vật có hoa trong họ Cẩm quỳ. Loài này được (Herter) Cristóbal mô tả khoa học đầu tiên năm 1996.